# Andersbo och Sågsbo
Andersbo och Sågsbo är en av SCB avgränsad och namnsatt småort i Falu kommun, Dalarnas län. Den omfattar bebyggelse i byarna Andersbo och Sågsbo, belägna cirka fem kilometer nordväst om Bjursås i Bjursås socken.